# Alinci, Prilep
Alinci (makedonska: Алинци) är en ort i Nordmakedonien. Den ligger i kommunen Prilep, i den centrala delen av landet, 80 kilometer söder om huvudstaden Skopje. Alinci ligger 665 meter över havet och antalet invånare är 449.